# Nizza (métro de Turin)
Pour les articles homonymes, voir Nizza.
Nizza est une station de la ligne 1 du métro de Turin, située sur la piazza Nizza.